# Думай як фрік (книга)

Думай як фрік (англ. Think Like a Freak: The Authors of Freakonomics Offer to Retrain Your Brain) — третя книга авторів Стівена Левітта і Стівена Дабнера, вперше вийшла у видавництві «William Morrow and Company» у США 12 травня 2014 року. 

## Огляд книги
«Фрікономіка», бестселер «Нью-Йорк таймс» 2006 року, для багатьох змінив бачення світу, викриваючи приховану сторону майже всього. Через чотири роки було написано продовження — книга «Суперфрікономика», за якою створено документальний фільм, підкаст та багато іншого. 2014 року економіст університету Чикаго Стівен Левітт та журналіст «Нью-Йорк таймс» Стівен Дабнер написали свою чергову революційну книгу. Зі своєю фірмовою комбінацією захопливих розповідей та нетрадиційним аналізом вони втягують у свій процес розмірковувань і навчають мислити продуктивніше, більш творчо, більш раціонально — тобто думати як фрік.
Левітт і Дабнер пропонують план зовсім нового способу розв'язання проблем, незалежно від того, чи є ваша зацікавленість до незначних життєвих ситуацій, чи до великих глобальних реформ. Як завжди, жодна тема не обмежена. Теми варіюються від бізнесу до філантропії, до спорту і політики, все з метою перелаштування способу мислення.
Перший розділ, що має назву «Як це — думати як фрік?», описує передумову появи книги. Наводяться приклади, включаючи тактику пенальті, і завершується розповіддю про зустріч із Девідом Камероном, перш ніж він стане прем'єр-міністром Англії.
У другому розділі розглядаються труднощі, з якими зіштовхується людина, припускаючи «Я не знаю». У цьому розділі обговорюються результати дослідження дегустації вина у сліпих експериментах.
У третьому розділі пояснюється важливість ставити правильні питання для отримання знань про ситуацію. Ставлячи неправильні запитання, навряд чи можна отримати відповідь, яка допоможе розв'язати проблему.
У четвертому розділі обговорюється важливість підходу до проблеми в новому ракурсі, і чому люди так рідко відхиляються від суспільних норм і використовують нову тактику. У цьому розділі обговорюються популярні підходи до актуальних питань, таких як бідність.
У п'ятому розділі розглядається поняття «думати як дитина», або як дивитись на речі та не боятись очевидного. Автори також нагадують читачеві про важливість знаходити радість у тому, що ми робимо. Яскравим прикладом цього розділу є те, чому люди із задоволенням беруть участь у лотереї та азартних іграх, хоча це частіше не вигідно.
У шостому розділі досліджується сила стимулу.
У сьомому розділі обговорюється питання про те, як розв'язувати проблеми, використовуючи принцип «прополювання бур'янів» і безліч способів обманювати інших для виявлення їх справжніх намірів.
У восьмому розділі пояснюється, як переконувати людей, які не хочуть бути переконаними. У цьому розділі наведено чіткі кроки щодо того, як створити аргумент, який може вплинути на чужі думки. Та наведено приклад того, як під час читання цієї книги, читача переконали історії та приклади, що використовуються в кожному розділі.
Дев'ятий розділ пояснює потенціал й переваги відступу та три причини, з яких деяким людям так складно відступати. За словами авторів, припинення проєкту, який не має успіху, і звільнення свого часу для інших можливостей, – це бути реалістом, а не боягузом.

## Переклади українською
- Стівен Левітт, Стівен Дабнер. Думай як фрік / пер. Тетяна Заволоко. — К.: Наш Формат, 2018. — 216 с. — ISBN 978-617-7279-62-3.